# タフト (音楽)

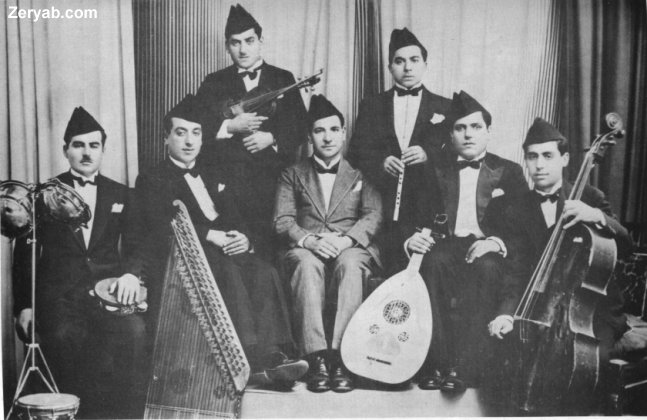
典型的なタフト合奏団の古写真。左からダラブッカ、リック、カーヌーン、ヴァイオリン（西洋楽器）、ウード、ナーイ、チェロ（西洋楽器）。1908年撮影。, イラク

タフトあるいはタハト（アラビア語: تخت, ラテン文字転写: takht）は、東アラブ圏でみられる伝統楽器からなる小編成の合奏団。ウード、カーヌーン、カマンジャ、ナーイ、リック、ダラブッカなどの伝統楽器からなる。歌謡伴奏形態としては1930年代ごろに、西洋風の大規模なアンサンブルにとってかわられ、衰えていった。なお「タフト」の文字通りの意味は、2人以上が座れるような大きめの椅子やソファーなどである。